# Єпрев Максим Сергійович
Максим Сергійович Єпрев (рос. Максим Сергеевич Епрев; 3 грудня 1988, м. Подольськ, СРСР) — російський хокеїст, захисник. Виступає за «Динамо» (Балашиха) у Вищій хокейній лізі. 
Вихованець хокейної школи «Витязь» (Чехов). Виступав за «Витязь» (Чехов), МХК «Крила», «Російські Витязі» (Чехов), «Металург» (Новокузнецьк), «Єрмак» (Ангарськ).